# Claus Christian Schiønning
Claus Christian Schiønning (1. august 1778 i København – 10. marts 1858 sammesteds) var en dansk højesteretsassessor.
Han var søn af etatsråd, kommitteret i Rentekammeret Christian Schiønning (22. september 1734 – 12. oktober 1817), en broder til kaptajn Peter Schiønning, og Marie f. Olrog (20. september 1755 – 12. juli 1797), blev 1794 privat dimitteret til Universitetet, 1798 juridisk kandidat, 1800 underkancellist i Danske Kancelli, 1805 kancellist sammesteds, 1806 assessor i Landsover- samt Hof- og Stadsretten og 1815 assessor i Højesteret. Denne stilling, i hvilken han nød megen anseelse for sin store skarpsindighed, beklædte han til 1852, da han på grund af tiltagende øjensvaghed afskedigedes med tilkendegivelse af kongens tilfredshed med hans embedsvirksomhed. Desuden var han fra 1831 justitsdirektør ved Tallotteriet, indtil dettes ophævelse. 1806 fik han titel af kancellisekretær, 1814 af justitsråd og 1833 af konferensråd. 1840 blev han Kommandør af Dannebrog, og 1850 tildeltes der ham Storkorset af samme orden. Han døde 10. marts 1858 i København.
Han var gift med Anna Marie Christine f. Schiønning (21. april 1776 – 31. marts 1858 i København), en datter af hans nævnte farbroder, kaptajn Peter Schiønning.
I Frederiksborgmuseet findes et portræt af Schiønning, malet 1850 af David Monies.